# Hans Klose (Naturschützer)
Johannes Karl Wilhelm Klose (* 11. Februar 1880 in Schalke; † 28. Februar 1963 in West-Berlin) war ein deutscher Gymnasiallehrer. Bekannt wurde er als Naturschutzfunktionär in der Zeit des Nationalsozialismus und in der frühen Bundesrepublik Deutschland.

## Leben
Als Kind schlesischer Vorfahren machte Klose 1899 in Gelsenkirchen das Abitur. Von 1899 bis 1901 studierte er Naturwissenschaften (Geologie und Paläontologie, Geographie, Biologie und Physik) für das Höhere Lehramt an der Westfälischen Wilhelms-Universität und Königlichen Universität zu Greifswald. Mit einer geologischen Doktorarbeit wurde Klose 1904 in Greifswald mit der Arbeit Die alten Stromtäler Vorpommerns: Ihre Entstehung, ursprüngliche Gestalt und hydrographische Entwickelung im Zusammenhange mit der Litorinasenkung zum Dr. phil. promoviert. Er absolvierte 1905 die Staatsprüfung für das Höhere Lehramt in Biologie, Geografie und Physik und wurde als Gymnasiallehrer in Münster, Gelsenkirchen, Posen und Berlin-Wilmersdorf eingesetzt.
1899 wurde Klose in Münster Mitglied der Normannia, einer mathematisch-naturwissenschaftlichen Vereinigung mit unbedingter Satisfaktion im Goslarer Cartell-Verband. In Greifswald schloss er sich 1901 dem Akademisch-Medizinischen Verein, dem späteren Corps Marchia Greifswald, an. Später wurde er auch Mitglied des Corps Irminsul in Hamburg. Von 1933 bis 1954 war er Vorsitzender von Marchias Altherrenschaft. Im Rudolstädter Senioren-Convent war er einer der beiden Beiräte im Vorstand des Altherrenbundes und an der Vereinigung des RSC mit dem Weinheimer Senioren-Convent maßgeblich beteiligt.

## Frühes Wirken
Kloses erste Wirkungsstätte außerhalb des Schuldienstes war 1903 das Westpreußische Provinzial-Museum Danzig. Den Direktor Hugo Conwentz kannte Klose aus dem Studium; er hatte sein Interesse für den Naturschutz geweckt. Von 1910 bis 1913 vertrat Klose Conwentz als Leiter der Stelle für Naturdenkmalpflege in Berlin. 1913 wurde er stellvertretender Leiter der Brandenburgischen Provinzialkommission für Naturdenkmalpflege unter Wilhelm Wetekamp. 1914 zog er in den Ersten Weltkrieg, aus dem er 1919 als Hauptmann heimkehrte.
Wieder im Schuldienst, setzte er sich für die Einrichtung von Bezirks- und Kreisstellen für Naturschutz ein und kartierte Naturdenkmale in Berlin und Brandenburg. Findlinge und markante Bäume wurden unter Schutz gestellt. Außerdem war Klose Dozent für Naturschutz an den Volkshochschulen Wilmersdorf und Groß-Berlin. 1922 beteiligte sich Klose an der Gründung des Volksbundes Naturschutz e. V., dem er bis 1945 vorstand. Am 1. Januar 1923 bestellte ihn die Provinz Brandenburg als Wetekamps Nachfolger zum Kommissar für Naturdenkmalpflege. Mit diesem Ehrenamt begann Kloses Wirken in der reichsweiten deutschen Naturschutzbewegung. In einem Gremium, das diesem Amt zuarbeitete, war auch Walter von Keudell aus Hohenlübbichow Mitglied. Dieser besaß ein Rittergut am Ostufer der Oder in Bellinchen, das eine seltene Flora und Fauna aufwies. Auf Anfrage war er bereit, es als Naturschutzgebiet unter Schutz stellen zu lassen. In Bellinchen (Oder) wurde das erste Naturschutzgebiet Brandenburgs ausgewiesen. Klose erhielt vom preußischen Provinziallandtag 2500 Mark, um das Anwesen naturschutzfachlich erforschen zu lassen. 1928 erreichte er die Einrichtung einer „Biologischen Station“ in Bellinchen.
Klose gründete die Märkischen Naturschutztage und den Naturschutzring Berlin/Brandenburg. Seit 1925 war er Mitglied des Deutschen Ausschusses für Naturschutz.

## Wirken im Nationalsozialismus
Als Hermann Göring 1934 Keudell als Generalforstmeister berief, engagierte er Klose im Folgejahr als Referatsleiter für ein Zentrales Referat für Naturschutz im Reichsforstamt. Dazu  wurde er vom Schuldienst entpflichtet. Unter Verwendung von Vorlagen des Naturschützers, Höhlenforschers und früheren jüdischen Kollegen Benno Wolf formulierte Klose innerhalb von sieben Wochen den Gesetzestext, der am 26. Mai 1935 von Göring als Gesetz erlassen wurde. Dem Gesetz folgten bis zum Frühjahr 1937 Durchführungsbestimmungen und Verordnungen u. a. zur Erhaltung der Wallhecken und zum Schutz wildwachsender Pflanzen und nichtjagdbarer Tiere. Unter Mitarbeit von Ministerialrat Adolf Vollbach (geb. 1880) verfasste er 1936 einen Kommentar zum Reichsnaturschutzgesetz mit Bezügen zur Blut- und Boden-Ideologie des Nationalsozialismus und dessen autoritärer Staatsauffassung. Klose hatte bereits in einer Publikation 1935 mit der nationalsozialistischen Machtübernahme auch die neue Weltanschauung begrüßt und sich davon eine stärkere Wirkung des Naturschutzes erhofft.
In der Präambel des Gesetzes, die Klose nach eigenen Angaben verfasst hatte, stellte er dieses in den Zusammenhang mit dem Nationalsozialismus:
„Der um die Jahrhundertwende entstandenen „Naturdenkmalpflege“ konnten nur Teilerfolge beschieden sein, weil wesentliche politische und weltanschauliche Voraussetzungen fehlten; erst die Umgestaltung des deutschen Menschen schuf die Vorbedingung für wirksamen Naturschutz.“
Nach 1945 bestritt er, für die Präambel verantwortlich gewesen zu sein.
Im Jahr 1936 wurde aus dem Zentralen Referat für Naturschutz Kloses die Reichsstelle für Naturschutz unter Walter Schoenichen (1876–1956) gebildet. Schoenichen hatte aber trotz seiner Mitgliedschaft in der NSDAP und seiner Andienung an den Nationalsozialismus die Leitung dieser Reichsstelle nur kurz inne. Er wurde bereits 1938, nach seinem 62. Geburtstag, in den Ruhestand versetzt. Klose übernahm dieses Amt zum 1. Oktober 1938 und hatte es bis Kriegsende und darüber hinaus inne.
Im von Klose geführten Volksbund Naturschutz wurde 1936 der Arierparagraph eingeführt. Vormals bedeutende tragende Mitglieder wie Benno Wolf und Max Hilzheimer waren seitdem dort unerwünscht.

Klose stellte seine Nähe zum Nationalsozialismus unter anderem in seiner Veröffentlichung Ich dien aus den 1940er Jahren dar. In dieser Zeit waren Naturschutzfunktionäre unter Klose auch in die Vertreibungen in Polen verwickelt. Im Zusammenhang mit dem Generalplan Ost äußerte er in einem Aufsatz (1944), der in der letzten Ausgabe der Zeitschrift „Naturschutz“ erschien, die Leistungen des deutschen Naturschutzes in Kriegszeiten und besonders die in den besetzten Gebieten:
„Nunmehr gehört im Rahmen der Landschaftspflege auch die Landschaftsgestaltung zum Aufgabenbereich  des  Reichsforstmeisters  als  oberster  Naturschutzbehörde“ (Runderlass vom  11. Mai 1942:  Vereinbarung  mit  dem  Reichskommissar für die Festigung deutschen Volkstums  über  Landschaftsgestaltung;  abgedruckt im  Nachrichtenblatt für Naturschutz  Nr.  7/8,  S. 18).  „Daraus  folgt  zwangsläufig, daß sehr viele, ja fast alle Naturschutzbehörden und –stellen künftig damit zu tun haben werden! (...) Wir wissen heute bereits um nicht wenige Landschaften, die gestaltungsbedürftig sind, wobei wir keineswegs allein an verkahlte Großräume, wie in den neuen Ostgebieten, zu denken haben.“

## Nach 1945
Noch vor Kriegsende hat Klose die Reichsstelle für Naturschutz nach Egestorf bei Lüneburg ausgelagert, die von der britischen Besatzungsmacht und später den anderen Westmächten anerkannt worden ist. Von 1945 bis 1954 leitete er dort die nun Zentralstelle für Naturschutz und Landschaftspflege genannte Stelle. Diese hieß ab 1952 Bundesanstalt für Naturschutz und Landschaftspflege, aus der 1993 das heutige Bundesamt für Naturschutz hervorging. 1950 war Klose aktiv an der Gründung des Deutschen Naturschutzrings, des Dachverbands der deutschen Naturschutzverbände, beteiligt. Von 1954 bis 1958 war er wieder Vorsitzender des Volksbundes Naturschutz.
Mit seiner nationalsozialistischen Vergangenheit setzte sich Klose öffentlich nie kritisch auseinander. Eine Ehrung z. B. Benno Wolfs hielt er nie für erforderlich, ebenso wenig die Ehrung Max Hilzheimers, des ersten Naturschutzkommissars Berlins, mit dem er in den Gründungsjahren des Volksbunds Naturschutz sehr eng zusammengearbeitet hatte.

## Werke
Neben zahlreichen Vorträgen und Exkursionen war Klose von 1904 bis 1950 für 145 Veröffentlichungen verantwortlich. Von 1929 bis 1942 redigierte er die Vierteljahreszeitschrift Naturdenkmalpflege und Naturschutz in Berlin und Brandenburg.

## Ehrungen
- 1923: Wahl in die Deutsche Akademie der Naturforscher Leopoldina
- Ernst-Friedel-Medaille der Brandenburgia
- 1954: Verdienstorden der Bundesrepublik Deutschland, Verdienstkreuz 1. Klasse[16]
- Hans-Klose-Preis der Alfred-Toepfer-Stiftung für beispielhafte Leistungen im Naturschutz in den Neuen Ländern